# Ліберальна партія Квебеку
Ліберальна партія Квебеку (фр. Parti libéral du Québec (PLQ)) — політична партія провінції Квебек (Канада), що стоїть на федералістичних позиціях. PLQ виступає проти державного суверенітету Квебеку, проте виступає за більшу автономію провінції (зокрема, вимагає представництва в міжнародних організаціях). 

## Історія
Ліберальна партія Квебеку походить з поміркованого крила Патріотичної партії Нижньої Канади (яка очолила Повстання патріотів 1837-1838 років) та Червоної партії (яка виступала проти входження Квебеку в Канадську конфедерацію).
Проте справжнім роком народження ПЛК вважається 1867&nbsp— рік утворення Канадської конфедерації.
Партія була при владі в 1878-1879, 1887-1891 та 1897-1936 роках. У 1936 році, внаслідок корупційного скандалу, ПЛК програє вибори новоутвореній партії Національний союз (фр. Union nationale), створеній Морісом Дюплессі. У 1939-1944 партія повертається до влади під керівницьтвом Аделя́ра Годбу́ (фр. Adélard Godbout). У 1940 році вона надає жінкам виборче право (у решті Канади жінки мали право голосувати з 1918 року).
Проте в 1944 ЗДЛ знов програє вибори Національному союзу. У 1960 році (за рік після смерті Дюплессі) Ліберальна партія знов виграє вибори. До влади приходить. Жан Лесаж (фр. Jean Lesage) — лідер партії — стає прем'єр-міністром Квебеку.
З урядом Лесажа пов'язана так звана Тиха революція - комплекс соціальних перетворень, які докорінно змінили квебекське суспільство. Саме тоді під юрисдикцію держави перейшли освіта та система охорони здоров'я (до того школи, університети та лікарні контролювалися Католицькою церквою)
З одного боку Тиха революція дозволила модернізувати суспільство, з іншого - призвела до прогресуючего атеїзму та зниження народжуванності серед квебекуа. 
У 1966 році ПЛК вкотре програє вибори Національному союзу, проте вже в 1970 повертається до влади під керівницьтвом Робера Бурасса (фр. Robert Bourassa).
У 1970 році ПЛК запроваджує режим медичного страхування громадян (фактично - безкоштовна медицина), у 1974 - приймає Закон 22, що робить французьку єдиною офіційною мовою Квебеку (цей закон став передвісником Хартії французької мови), а в 1975 - Квебекську хартію прав і свобод особистості фр. Charte québécoise des droits et libertés de la personne.
У 1976 році ПЛК програє вибори новоутвореній Квебекській партії. Тоді як Квебекська партія бореться за державний суверенітет Квебеку, ліберали прагнуть залишити провінцію у складі Канадської федерації. Знов прийшовши до влади у 1985 році, вони намагаються реформувати Конституцію Канади, з метою надати Квебеку більшої автономії. Проте, компромісні угоди з федеральною владою та іншими провінціями (Угода озера Міч (англ. Meech) і Шарлоттаунська угода) так і не були ратифіковані: англомовним канадійцям вони здавалися "завеликою" поступкою квебекцям, а квебекуа - "замалою".
У 1994 році ліберали вдруге програють вибори сувереністам з Квебекської партії.
ПЛК повертається до влади лише у 2003 році, під керівницьтвом Жана Шаре (фр. Jean Charest)

## Теперішня ситуація
Перед виборами 2003 року Жан Шаре пообіцяв знизити податки і покращити медичне обслуговування населення. Після приходу до влади, він розпочав політику, спрямовану на скорочення державних витрат. Дії уряду викликали бурю незадоволення, зокрема серед профспілок та студентів (які протестували проти скорочення стипендій). Зрештою, урядові так і не вдалося знизити податки. Протягом 2004-2006 років рівень незадоволення населення урядом Шаре перебільшував 50%. Проте, восени та взимку 2006 року Шаре вдалося покращити свій імідж. До того, значна частина виборців розчарована новим лідером Квебекської партії Андре Буаклером (фр. André Boiclair) - головним супротивником Шаре. Тому, результати майбутніх виборів важко передбачити.
На виборах 2007 року партія обрала лише 48 депутатів. Вона хоч і залишилася при владі, але могла сформувати лише мінорітарний уряд.
Але вже за півтора року, на виборах 8 грудня 2008, в неї було 66 депутатів. PLQ залишається правлячою партією і формує мажоритарний уряд.
4 вересня 2012 року Ліберальна партія програла вибори. Жана Шаре не було переобрано депутатом і він пішов з політичного життя. В партії залишилося 50 депутатських мандатів.